# New Kent megye
New Kent megye az Amerikai Egyesült Államokban, azon belül Virginia államban található. Megyeszékhelye New Kent. Lakosainak száma 22 945 fő (2020. április 1.). New Kent megye King William, King and Queen, James City, Charles City, Henrico és Hanover megyékkel határos.

## Népesség
A megye népességének változása:
| Lakosok száma | 18 542 | 18 725 | 19 124 | 19 507 | 20 392 | 22 945 |
|               | 2010   | 2011   | 2012   | 2013   | 2015   | 2020   |